# Cornelis Lelyplein
Het Cornelis Lelyplein is het stationsplein van het station Amsterdam Lelylaan. Het plein is gelegen onder het station Lelylaan ten zuiden van de Cornelis Lelylaan, ten noorden en westen van de Schipluidenlaan en ten noorden en oosten van de Pieter Calandlaan.  Het plein is vernoemd naar Cornelis Lely (1854-1929), waterbouwkundige, minister en gouverneur en de ontwerper van de Zuiderzeewerken.
Oorspronkelijk had het plein bij het in juni 1986 in gebruik genomen station geen naam. In mei 1997, toen metrolijn 50 in gebruik genomen werd, kreeg het plein de naam Willem Frogerplein, het was vernoemd naar de Amsterdamse architect en wiskundige Willem Anthonie Froger (1812-1883). Het busstation werd verbouwd en de bushaltes werden gesitueerd rondom een groot plein in het midden onder het station. Aan de oostzijde van het plein kwam in 2017 nieuwbouw aan een nieuwe straat die de Cornelis Lelylaan en Schipluidenlaan met elkaar verbindt, dit werd de Willem Frogerstraat. In 2011 werd de naam van het plein gewijzigd in Cornelis Lelyplein.
In de zomer van 2012 werd het plein opnieuw heringericht. De grote fietsenstalling bleef pal voor het station gehandhaafd en ook kwam er een fietsenstalling ten oosten van het station op een braak liggend terrein. Het busstation werd nu verplaatst naar de zuidoost-zijde van het station. De bussen stoppen nu aan visgraatperrons met de voorzijde naar het station gericht. Op het busstation hebben de GVB-buslijnen 62 en 63 en Connexxion lijn 195 er hun "standplaats" (begin/eindpunt).
Onder het plein loopt parallel aan de spoorlijn een duikersysteem, een combinatie van brug 685 en brug 703. 
In 2018 werd aan de oostzijde van het plein in de Schipluidenlaan een rotonde neergelegd voor verkeer naar en van de Cornelis Lelylaan via de Willem Frogerstraat. Vanwege de verkeerstromen moest de brug 691 worden verbreed.

## Restauranttreinstel
Op 29 oktober 2015 werd een treinstel, bestaande uit twee gele rijtuigen van het type Mat '64, vanuit Haarlem per vrachtauto overgebracht naar het Cornelis Lelyplein. Met een hijskraan werd het treinstel op een daarvoor speciaal aangelegd stuk spoor geplaatst. Het treinstel zou worden verbouwd tot bar, restaurant, expositieruimte en feestlocatie maar dat ging niet door. Op 21 september 2016 werden het treinstel afgevoerd naar de Houtrakpolder in Amsterdam waar de bakken op sloop wachtten, samen met vrijwel alle andere resterende Plan V-treinstellen, waarna zij in 2017 alsnog werden gesloopt.